# Национальная гвардия Республики Кипр
Вооружённые силы Республики Кипр на Кипре и за его пределами известны как Национальная гвардия (греч. Εθνική Φρουρά). Это единые вооружённые силы, имеющие в своём составе сухопутный, морской и воздушный компоненты (командования).
Национальная гвардия Республики Кипр комплектуется на основании закона о всеобщей воинской повинности. Воинская служба обязательна для греков киприотов мужского пола, граждан Республики Кипр, достигших возраста 18 лет и длится 14 месяцев. После увольнения в запас военнослужащие зачисляются в резерв и призываются на регулярные сборы.
Республика Кипр, с приходом к власти Никоса Анастасиадиса, планирует присоединиться к НАТО.

## Общие сведения
| Национальная гвардия Республики Кипр                            | Национальная гвардия Республики Кипр |
| --------------------------------------------------------------- | --- |
| Виды вооружённых сил:                                           | Национальная гвардия Республики Кипр (греч. Εθνική Φρουρά), включая военно-морской и военно-воздушный компоненты |
| Призывной возраст и порядок комплектования:                     | На обязательную воинскую службу в Национальную гвардию Республики Кипр призываются греки киприоты мужского пола в возрасте 18-50 лет; 17 летние юноши могут поступить на добровольную службу; женщины могут поступить на службу по контракту на 3 года; продолжительность воинской службы в Национальной гвардии Республики Кипр — 14 месяцев. До 2016 года срок службы составлял 24 месяца; для киприотов иностранного происхождения, в зависимости от их возраста, возраста приобретения кипрского гражданства и национальности родителей — от 3 до 14 месяцев. |
| Человеческие ресурсы, доступные для воинской службы:            | мужчины в возрасте 16-49: 199 767 женщины в возрасте 16-49: 190 665 (2008 оценочно) |
| Человеческие ресурсы, пригодные для воинской службы:            | мужчины в возрасте 16-49: 165 615 женщины в возрасте 16-49: 159 362 (2009 оценочно) |
| Человеческие ресурсы, ежегодно достигающие призывного возраста: | мужчины: 6241 женщины: 5979 (2009 оценочно) |
| Военные расходы — процент от ВВП:                               | 2,1 % (2013 оценочно) |

## Состав вооружённых сил
Генеральный штаб Национальной гвардии (греч. Γενικό Επιτελείο Εθνικής Φρουράς)
- Командование войск специального назначения (греч. Διοίκηση Kαταδρόμων) (ΔΚ)[5]
- Военная полиция (греч. Στρατονομία) (ΣΝ)[6]

### Сухопутный компонент
- 1-я пехотная дивизия (греч. I Μεραρχία Πεζικού) (Ι ΜΠ)
- 2-я пехотная дивизия (греч. II Μεραρχία Πεζικού) (ΙΙ ΜΠ)
- 4-я пехотная бригада (греч. IV Ταξιαρχία Πεζικού (ΙV ΤΑΞΠΖ)
- 8-я пехотная бригада (греч. VIII Ταξιαρχία Πεζικού (VIII ΤΑΞΠΖ)
- 20-я бронетанковая бригада (греч. XX Τεθωρακισμένη Ταξιαρχία) (ΧΧ ΤΘΤ)
- 3-я вспомогательная бригада (греч. III Ταξιαρχία Υποστήριξης) (ΙΙΙ ΤΑΞΥΠ)
- Артиллерийское командование (греч. Διοίκηση Πυροβολικού) (ΔΠΒ)

### Военно-морской компонент
- Морское командование (греч. Διοίκηση Ναυτικού) (ΔΝ)[14]
- Командование военно-морской базы
- Командование боевых кораблей
- Командование береговых батарей
- Командование подводных разрушений
- Отряд подводных разрушений (греч. Ομάδα Υποβρυχίων Καταστροφών) (Ο.Υ.Κ.)[15]
- Командование берегового наблюдения (РЛС)

### Военно-воздушный компонент
Воздушное командование (греч. Διοίκηση Αεροπορίας) (ΔΑ)
- Центр координации спасательных операций (греч. Κέντρο Συντονισμού Έρευνας — Διάσωσης) (ΚΣΕΔ)
- 449-я противотанковая вертолётная эскадрилья (греч. 449 Μοίρα Αντιαρματικών Ελικοπτέρων) (449ΜΑΕ)
- 450-я вертолётная эскадрилья (греч. 450 Μοίρα Ελικοπτέρων) (450 Μ.Ε/Π)

## Вооружение
| Изображение                 | Тип                  | Производство | Назначение                                    | Количество | Примечания                                               |
| Танки                       | Танки                | Танки        | Танки                                         | Танки      | Танки                                                    |
| --------------------------- | -------------------- | ------------ | --------------------------------------------- | ---------- | -------------------------------------------------------- |
|                             | Т-80У Т-80УК         | СССР         | Основной боевой танк                          | 82         | 54 Т-80У и 27 Т-80УК                                     |
|                             | AMX-30               | Франция      | Основной боевой танк                          | 52         |                                                          |
| Боевые бронированные машины |                      |              |                                               |            |                                                          |
|                             | БМП-3                | Россия       | Боевая машина пехоты                          | 43         |                                                          |
|                             | Engesa EE-9 Cascavel | Бразилия     | Бронированная разведывательно-дозорная машина | 79         |                                                          |
|                             | VAB                  | Франция      | Бронетранспортёр                              | 126        |                                                          |
|                             | Леонидас-2           | Греция       | Бронетранспортёр                              | 168        |                                                          |
|                             | BOV M16 Miloš        | Сербия       | Бронеавтомобиль                               | 8          |                                                          |
| Противотанковые комплексы   |                      |              |                                               |            |                                                          |
|                             | Engesa EE-3 Jararaca | Бразилия     | ПТРК                                          | 15         | Машины оснащены ПТУР Милан                               |
|                             | VAB Mephisto         | Франция      | ПТРК                                          | 18         |                                                          |
|                             | М40                  | США          | 106-мм безоткатное орудие                     | 144        |                                                          |
|                             | БС-3                 | СССР         | 100-мм полевая пушка образца 1944 года        | 6          |                                                          |
| РСЗО                        |                      |              |                                               |            |                                                          |
|                             | БМ-21                | СССР         | 122-мм РСЗО                                   | 4          |                                                          |
|                             | M-63 Plamen          | Югославия    | 128-мм РСЗО                                   | 18         |                                                          |
| Артиллерия                  |                      |              |                                               |            |                                                          |
|                             | NORA B-52            | Сербия       | 155-мм самоходная артиллерийская установка    | 24         |                                                          |
|                             | Zuzana               | Словакия     | 155-мм самоходная артиллерийская установка    | 12         |                                                          |
|                             | AMX-13 F3 AM         | Франция      | 155-мм самоходная артиллерийская установка    | 12         |                                                          |
|                             | TRF1                 | Франция      | 155-мм буксируемая гаубица                    | 12         |                                                          |
|                             | OTO Melara Mod 56    | Италия       | 105-мм буксируемая гаубица                    | 48         |                                                          |
| Средства ПВО                |                      |              |                                               |            |                                                          |
|                             | ЗРК «Бук»            | СССР         | ЗРК средней дальности                         | 4          |                                                          |
|                             | Aspide               | Италия       | ЗРК малой дальности                           | 12         |                                                          |
|                             | ЗРК «Тор»            | СССР         | ЗРК малой дальности                           | 6          | Принадлежат Греции, используются Кипром в обмен на С-300 |
|                             | M55                  | Югославия    | Зенитная установка калибра 20 мм              | 36         |                                                          |
|                             | GDF- 003             | Швейцария    | Зенитная установка калибра 35 мм              | 24         |                                                          |
| Береговая оборона           |                      |              |                                               |            |                                                          |
|                             | Exocet               | Франция      | Противокорабельная ракета                     | 3          |                                                          |

## Знаки различия

### Генералы и офицеры
| Категории               | Генералы          | Генералы          | Генералы      | Старшие офицеры | Старшие офицеры    | Старшие офицеры | Младшие офицеры | Младшие офицеры   | Младшие офицеры |
| ----------------------- | ----------------- | ----------------- | ------------- | --------------- | ------------------ | --------------- | --------------- | ----------------- | --------------- |
|                         |                   |                   |               |                 |                    |                 |                 |                   |                 |
| Греческое звание        | Αντιστράτηγος     | Υποστράτηγος      | Ταξίαρχος     | Συνταγματάρχης  | Αντισυνταγματάρχης | Ταγματάρχης     | Λοχαγός         | Υπολοχαγός        | Ανθυπολοχαγός   |
| Российское соответствие | Генерал-полковник | Генерал-лейтенант | Генерал-майор | Полковник       | Подполковник       | Майор           | Капитан         | Старший лейтенант | Лейтенант       |

### Сержанты и рядовые
| Категории               | Подофицеры        | Подофицеры | Сержанты и старшины | Сержанты и старшины | Сержанты и старшины | Сержанты и старшины | Солдаты     | Солдаты    |
| ----------------------- | ----------------- | ---------- | ------------------- | ------------------- | ------------------- | ------------------- | ----------- | ---------- |
|                         |                   |            |                     |                     |                     |                     |             |            |
| Греческое звание        | Ανθυπασπιστής     | Αρχιλοχίας | Επιλοχίας           | Λοχίας              | Έφεδρος Λοχίας      | Δεκανέας            | Υποδεκανέας | Στρατιώτης |
| Российское соответствие | Старший прапорщик | Прапорщик  | Старшина            | Старший сержант     | Сержант             | Младший сержант     | Ефрейтор    | Рядовой    |